# スティルス・ファンタスティクス
スティルス・ファンタスティクス（スティルス・ファンタスティックス、幻想様式）は、初期バロック音楽、特に器楽音楽の楽式である。

## 歴史
この音楽の起源は、クラウディオ・メルーロ（1533–1604）によるオルガンのトッカータやファンタジアにあり、彼はヴェネツィアのサン・マルコ大聖堂のオルガニストだった。
後にローマでジローラモ・フレスコバルディがこの様式を受け継ぎ、さらに彼のドイツ人の弟子ヨハン・ヤーコプ・フローベルガーがこのスタイルを北方へと持ち込んだ。イタリアからバイエルンやザクセンへの音楽家の流入、ドイツからイタリアへの音楽家（ハンス・レーオ・ハスラーやハインリヒ・シュッツなど）の移動、そしてオーストリアとイタリアの両方で活躍した音楽家（サンチェスやトゥリーニなど）も絶えず存在していた。
作家、科学者、発明家であり真のバロック博学者であるアタナシウス・キルヒャーは、著書『普遍的な音楽』でスティルス・ファンタスティクスについて述べている。
スティルス・ファンタスティクスは、特に楽器演奏に適している。それは最も自由で制約のない作曲法であり、言葉にも旋律主題にも縛られることなく、才能を披露し、隠れた和声の構想、そして和声フレーズやフーガの巧みな構成を教えるために考案された。スティルス・ファンタスティクスは、ファンタジア、リチェルカーレ、トッカータ、ソナタといった形式に分類される。
このスタイルは即興演奏に関連しているが、古典的な幻想曲のように、短い対照的なエピソードと自由な形式の使用が特徴である。
17 世紀のドイツの作曲家であり理論家であったヨハン・マテゾンは、アタナシウス・キルヒャーが著書『管弦楽団の保護』(1717 年) の中で、パウル・コリンの著作に引用した定義について自身の考えを提示した。
マッテソンは、キルヒャーのスティルス・ファンタスティクスがイエズス会のスティルス・シンフォニアクスと混同されやすいと正しく主張している。どちらも器楽様式であり、教会、室内楽、劇場など、あらゆる場所で見られる。…マッテソンは、スティルス・ファンタスティクスがチェンバロ、ヴァイオリン、ヴィオラ・ダ・ガンバ、リュートといった独奏楽器と関連していることは明らかだと考えている。
マッテゾンは後に『チェンバロのためのトッカータとパルティーテ』（1739年）の中で、スティルス・ファンタスティクスは作曲へのアプローチというよりも演奏スタイルの一つであると述べている。彼は、このスタイルの演奏は、楽譜の音符をただ演奏するのではなく、歌いながら演奏するような、より即興的なものであるべきだと考えた。
フレスコバルディが著書『チェンバロのためのトッカータとパルティーテ』（1616年）で、「演奏者は楽譜に厳密に従って演奏するのではなく、歌手をより模倣するべきだ」と述べた。
マッテゾンがディートリヒ・ブクステフーデの前奏曲の自由部分を描写する際にも、「ある時は速く、ある時はためらいがちに、ある時は単声で、ある時は多声で、ある時はしばらく拍子から遅れて、音程を測ることなく、しかしそれは、人々を喜ばせ、圧倒し、驚かせようとする意図を失ってはいない」としてスティルス・ファンタスティクスを用いている。
オーストリアでは、この様式は著名な名手ハインリヒ ・イグナツ・ビーバーと、より年老いたヨハン・ハインリヒ・シュメルツァーによって実践された。南ネーデルラントでは、ニコラウス・ア・ケンピスが1644年から1649年にかけてアントワープで出版された交響曲集『交響曲』でこの様式の先駆者となった。 

## スティルス・ファンタスティクスを用いた主な作曲家
- ヨハン・セバスチャン・バッハ
- アントニオ・ベルターリ
- ハインリヒ・イグナツ・ビーバー
- ディートリヒ・ブクステフーデ
- ニコラウス・ア・ケンピス
- ジョヴァンニ・アントニオ・パンドルフィ・メッリ
- ヨハン・アダム・ラインケン
- ヨハン・ハインリヒ・シュメルツァー
- パベル・ヨゼフ・ヴェイヴァノフスキー
- ヨハン・ショップ
- ニコラウス・ブルーンス
- ジローラモ・フレスコバルディ

## 参照
1. ↑  Collins, Paul (5 July 2017). The Stylus Phantasticus and Free Keyboard Music of the North German Baroque - Paul Collins - Google Books. ISBN 9781351540216 2022年9月14日閲覧。
2. ↑  Kempis, Nicolaus, Nicolaes, a at MGG

## 歴史的資料
- Musurgia universalis アタナシウス・キルヒャー著。 585ページ （マックス・プランク科学研究所）
- Musurgia universalis アタナシウス・キルヒャー著。585 ページ （ストラスブール大学 - alt）
- Early Chamber Music ルース・ハレ・ローウェン著。10ぺージ